# Amériques (Varèse)
Pour les articles homonymes, voir Amérique (homonymie).
Amériques est une œuvre du compositeur français Edgard Varèse.
Écrite entre 1918 et 1921, révisée en 1927, elle est destinée à un orchestre romantique de très grande taille, avec des percussions additionnelles (pour onze solistes) comprenant des sirènes. C'est la première œuvre composée par Varèse après son arrivée aux États-Unis, et bien que ce ne soit pas sa première œuvre, elle est la première qu'il ait conservée. Il semble qu'il en a écrit des esquisses dès 1915 puisque sa future femme, Louise Norton, se souvient avoir vu des brouillons de partition pour une œuvre conçue pour un orchestre à large effectif.
Amériques est composée en un seul mouvement qui dure à peu près 25 minutes, lors desquelles l'orchestre dans son ensemble joue virtuellement tout le temps.
Le début est calme, avec une mélodie proche de Debussy, puis prend rapidement une grande force sismique, ponctuée par un crescendo massif qui rappelle Le Sacre du printemps de Stravinsky.
L'œuvre est marquée par les féroces dissonances des cordes, les polyphonies complexes pour percussions et vents. La sirène a une fonction structurale.
La première version (de 1921) demandait un effectif de près de 155 musiciens. Sur la demande du chef d'orchestre Leopold Stokowski, il simplifie sa partition, aboutissant à la version définitive, dite de 1927.

## Représentations
Amériques est créé le 9 avril 1926 par l'orchestre de Philadelphie dirigé par Leopold Stokowski, mais ne sera enregistré qu'en 1960 par l'Orchestre symphonique de l'Utah sous la direction de Maurice Abravanel. Depuis, cette partition est l'une des œuvres modernes les plus jouées du répertoire, et a été enregistrée par Pierre Boulez, Christoph von Dohnanyi, ou Riccardo Chailly, parmi d'autres.
La première française a lieu le 30 mai 1929 à Paris, sous la direction de Gaston Poulet.

## Instrumentation
| Instrumentation d'Amériques |
| Cordes |
| Premiers violons, violoncelles, contrebasses, deux harpes |
| Bois |
| 5 flûtes, 3 bassons, deux contrebassons, 3 hautbois, un cor anglais, un heckelphone, 5 clarinettes |
| Cuivres |
| 8 cors, 6 trompettes, 3 trombones (ténor, basse, contrebasse) deux tubas (basse, contrebasse) 4 saxophones |
| Percussions |
| Timbales (deux exécutants), batterie à neuf exécutants : 1. xylophone, cloches tubulaires, triangle, grelots, crécelle grave, 2. glockenspiel, tambour à corde, crécelle, fouet, 3. tambour de basque, fouet, tam-tam, 4. célesta, grosse caisse (membrane tendue à l'extrême), triangle, gong, 5. 1re grosse caisse, 2e grosse caisse avec balais métallique, cymbale chinoise, triangle, 6. castagnettes, grelots, gong, 7. deux sirènes, grelots 8. cymbales, suspendue et à deux, 9. tambour militaire. |